# Евнапий
Евнапий от Сарди (на гръцки: Ευνάπιος; на латински: Eunapius) е гръцки софист, оратор и историк от 4 век във Византия.

## Биография
Евнапий е роден ок. 345 г. в град Сарди, Ликия. Първоначално се обучава в родния си град. В периода 361 – 367 г. учи риторика в Атина. Умира ок. 420 г. в Сарди.

## Творчество
Евнапий е автор на две достигнали до нас съчинения.
- Животи на философи и софисти (Βίοι Φιλοσόφων καὶ Σοφιστῶν, Vitae sophistarum) – философски биографски сборник за времето на император Юлиан.
- Исторически възпоменания (Υπομνήματα ίστορικά) – историческо съчинение в 14 книги. То е продължение на Дексиповата Скитика, и обхваща периода (270 – 404 г.)